# Biton lividus lividus
Biton lividus lividus es una subespecie de arácnido  del orden Solifugae de la familia Daesiidae.

## Distribución geográfica
Se encuentra en Sudán y en Egipto.